# 薬研温泉
薬研温泉（やげんおんせん）は、青森県むつ市大畑町薬研にある温泉。
ここでは、青森県むつ市大畑町赤滝山国有林にある奥薬研温泉（おくやげんおんせん）についても記載する。

## 薬研温泉
下北半島国定公園内、大畑川沿いに3軒の旅館、民宿、ホテルが存在する。周りは原生林に囲まれている。
温泉地には「国設薬研野営場」も存在する。
- 単純温泉
  - 源泉温度47 - 72℃
  - 無色透明の源泉

### 歴史
薬研温泉の開湯は1615年（慶長20年/元和元年）である。大坂夏の陣で敗れた豊臣側の落武者城大内蔵太郎が当地まで落ち延びてきた際に発見したとされる。温泉名の由来は、湯口の形が漢方薬を作る道具「薬研台」に似ていることに由来する。
1971年（昭和46年）3月23日 - 厚生省告示第55号により、国民保養温泉地に指定。
2015年（平成27年）には薬研温泉開湯400年を記念し各種行事が開催された。

## 奥薬研温泉

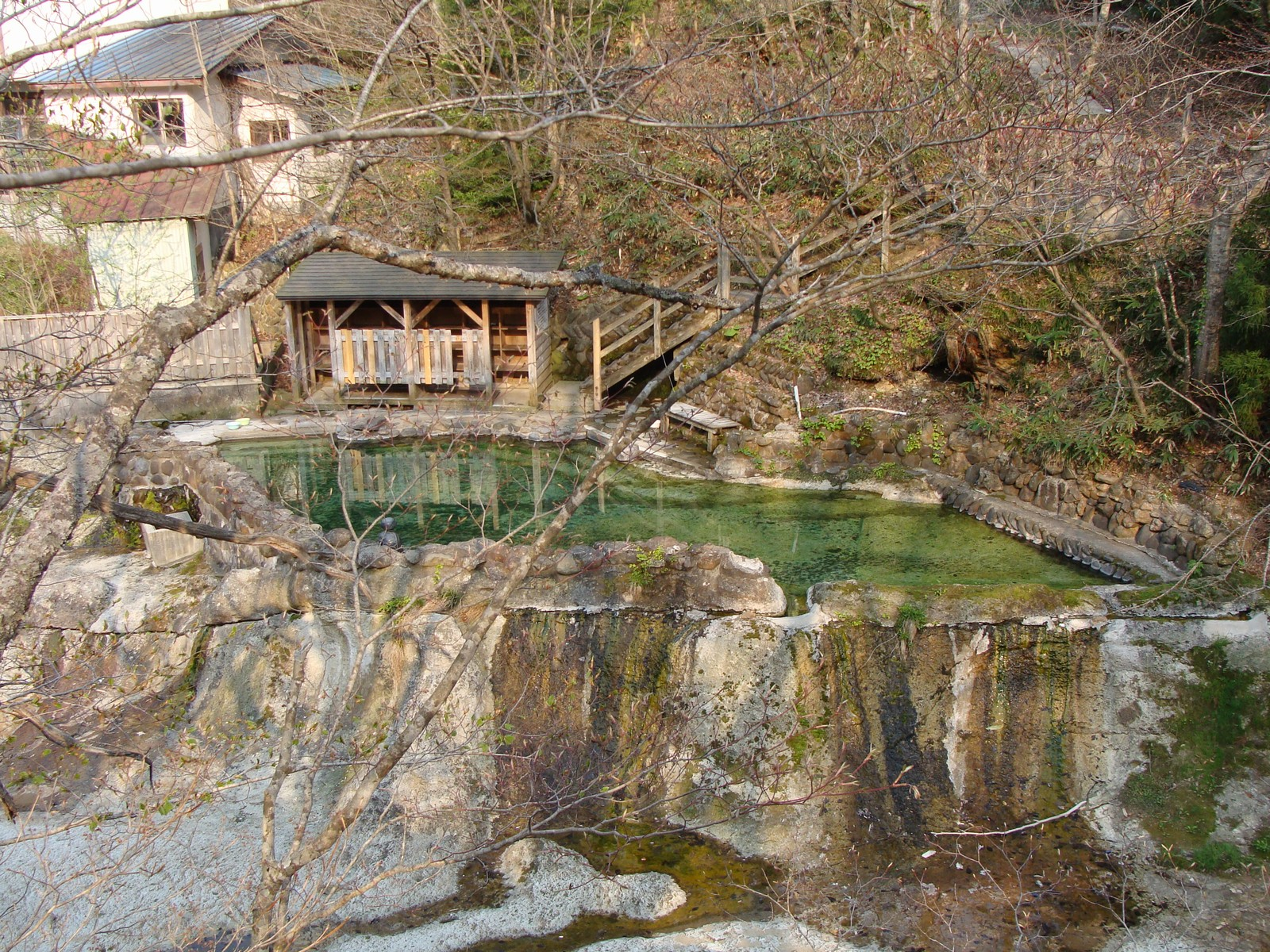
（元祖）かっぱの湯（改修前の2008年）

薬研温泉から大畑川上流約2kmの地点に存在する。
- 単純温泉（弱アルカリ性低張性高温泉）
  - 源泉温度63.5℃[2]
  - 無色透明の源泉

### 露天風呂
同地には「かっぱの湯」を冠する2つの露天風呂が存在する。かつては3つ存在し、薬研温泉側から来た場合、「隠れ」（現在は撤去）、「元祖」、「夫婦（めおと）」の順に並ぶ。

#### （元祖）かっぱの湯
大畑川から分岐する湯ノ股川沿いの北緯41度23分10.67秒 東経141度2分47.76秒 / 北緯41.3862972度 東経141.0466000度付近に存在する無料露天風呂。湯船は一つで、ダイヤルロック式の貴重品ロッカーを備えた簡易の脱衣所が併設する。洗い場はない。県道4号の途中に「奥薬研 かっぱの里」の看板があるので見つけやすい。下北森林管理所からむつ市が借用して管理している。
単に「かっぱの湯」という場合ここを指すことが多いが、他と区別するため「元祖」をつけることもある。
定期清掃以外のメンテナンスで利用できない場合は、後述するレストハウスの張り紙やWebサイト及びむつ市のWebサイトで案内されることがある。
かつて付近の湯ノ股橋ほかから入浴者が見えたことや混浴であったことが問題となり、市が2010年3月に一時閉鎖し、屋根の設置や脱衣所の改修などの工事を行うとともに、入浴時間帯による男女区別を行ない2011年4月に再開した。
2025年6月に階段や板塀の改修工事が行われている。

#### 夫婦（めおと）かっぱの湯
県道284号、大畑川沿いに存在する。むつ市営（旧大畑町営）「修景公園奥薬研温泉レストハウス」に併設する男女別の露天風呂。入浴料が必要。洗い場はない。
レストハウスの駐車場横には無料の足湯も存在する。

#### 廃止された施設

##### 隠れかっぱの湯
県道4号、大畑川沿いの北緯41度23分10.67秒 東経141度3分10.43秒 / 北緯41.3862972度 東経141.0528972度付近にかつて存在した混浴の無料露天風呂。近くに龍神が祀ってあるため龍神の湯とも呼ばれた。看板などはなく、現地で情報を収集して探すという楽しみがあった。解体工事が完了した後も源泉は残っており、そのまま大畑川に流れ出ている。
脱衣所はなく、2つの湯船と洗い場、ベンチが存在していた。本来はホテルの一施設であったが、ホテルが閉鎖され、風呂だけが残ったものであった。それ以来管理者不在であったが、地元の利用者が清掃などを行っていた。
県道から入浴者が見えたことや混浴であったこと、公衆浴場法に定められた許可がなかったこと、管理者不在のため衛生管理不能であったことなどが問題となり、下北森林管理所が2010年2月に閉鎖した。2011年2月より撤去工事が行われる予定であったが、保存を求める声がむつ市に多数寄せられたため、市が東北森林管理局下北森林管理署に撤去作業の一時中止を要請し、撤去は一時延期された。しかし、足湯など利用方法の変更なども含めて存続策が検討されたものの、国定公園内であること、脱衣所の建設が困難な立地であること、既に「元祖」も管理しており費用面でも難しいことなどの理由から、市が管理を引き受ける計画はなく、新たな管理者も見つからなかったため、2011年2月19日より解体工事が行われた。

### 内湯
前述の露天風呂とは別に「隠れ」、「元祖」の間にあるむつ市老人福祉センター内に一般入浴可能な内湯の「かっぱふれあいの湯」が存在する。

### 歴史
奥薬研温泉の開湯は薬研温泉よりも古いとされる。862年（貞観4年）、恐山を開山した円仁がこの地で道に迷った際に大怪我をした。そのとき、河童に助けられて「かっぱの湯」に浸からせてもらい怪我を治したという。

## アクセス
- JR大湊線 下北駅から下北交通バスで約30分で大畑駅へ。大畑からはむつ市の乗合タクシー（予約制）が運行されている[17]。